# Trials Rising
Trials Rising es un videojuego de carreras multijugador 2.5D desarrollado por RedLynx y Ubisoft Kiev y publicado por Ubisoft. Salió a la venta en Microsoft Windows, PlayStation 4, Xbox One y Nintendo Switch el 26 de febrero de 2019. Es la primera entrega principal de la serie Trials' desde Trials Fusion, lanzado en 2014. Siendo anunciado en el E3 2018, el 11 de junio de 2018 en la conferencia de prensa de Ubisoft.

## Jugabilidad
En "Trials Rising", el jugador controla a un piloto en una motocicleta basada en la física desde el principio del nivel hasta el final mientras navega por una serie de obstáculos. El juego cuenta con carreras de obstáculos en varias partes del mundo como la Torre Eiffel y Monte Everest, y el jugador puede competir entre sí en modo multijugador local y en línea. El juego permite a los jugadores ver el mejor rendimiento personal de otros jugadores y se les notificará cuando el récord del jugador sea batido por otros. Además de poder crear carreras de obstáculos personalizadas y compartirlas con otros jugadores, los jugadores también pueden personalizar el atuendo del piloto y la motocicleta. Se introduce un modo multijugador local llamado "Tandem Bike" en Rising, en el que dos pilotos controlan la misma motocicleta. Cada jugador será responsable de controlar una parte del equilibrio y potencia del vehículo.

## Desarrollo
El juego fue anunciado por Ubisoft en su conferencia de prensa en el E3 2018. RedLynx y Ubisoft Kiev son los desarrolladores principales del título. Para asegurar que los jugadores entiendan el esquema de control y la mecánica de juego del juego, RedLynx invitó a varios YouTubers y miembros de la comunidad Trials para que prueben y den su opinión sobre el tutorial del juego. Una beta cerrada se llevará a cabo a finales de 2018. Trials Rising estará disponible para Microsoft Windows, PlayStation 4, Xbox One y Nintendo Switch en febrero de 2019.

## Sitios externos
- Página web oficial

- Datos: Q54935541